# North American Hockey League
La North American Hockey League (NAHL) è una federazione statunitense di hockey su ghiaccio, che, fusa nel 2003 con la America West Hockey League, organizza un campionato Junior A. La NAHL attualmente agisce in alternativa e competizione con la United States Hockey League (USHL).
La lega è formata da tre divisioni con un totale di 17 squadre, dislocate negli USA dall'Ohio all'Alaska al Texas. Ogni squadra gioca 62 partite di regular-season, fra metà settembre ed aprile. Il vincitore di ogni divisione affronterà il detentore della Robertson Cup in un girone all'italiana a quattro squadre.

## Squadre 2007-08

### North Division
- Alpena IceDiggers
- Marquette Rangers
- Mahoning Valley Phantoms
- Traverse City North Stars
- US National Development Team Program
- St. Louis Bandits

### South Division
- Alaska Avalanche
- Fairbanks Ice Dogs
- Kenai River Brown Bears
- Texas Tornado
- Topeka Roadrunners
- Wichita Falls Wildcats

### Central Division
- Alexandria Blizzard
- Bismarck Bobcats
- Fargo-Moorhead Jets
- North Iowa Outlaws
- Southern Minnesota Express
- Springfield Jr. Blues

## Albo d'oro
- 2008 - St Louis Bandits
- 2007 - St Louis Bandits
- 2006 - Texas Tornado
- 2005 - Texas Tornado
- 2004 - Texas Tornado
- 2003 - Pittsburgh Forge
- 2002 - Compuware Ambassadors
- 2001 - Texas Tornado
- 2000 - Danville Wings
- 1999 - Compuware Ambassadors
- 1998 - Compuware Ambassadors
- 1997 - Springfield Jr. Blues
- 1996 - Springfield Jr. Blues
- 1995 - Compuware Ambassadors
- 1994 - Compuware Ambassadors
- 1993 - Kalamazoo Jr. K Wings
- 1992 - Compuware Ambassadors
- 1991 - Kalamazoo Jr. K Wings
- 1990 - Compuware Ambassadors
- 1989 - Compuware Ambassadors
- 1988 - Compuware Ambassadors
- 1987 - Compuware Ambassadors
- 1986 - Compuware Ambassadors
- 1985 - St. Clair Falcons
- 1984 - St. Clair Falcons
- 1983 - Paddock Pools
- 1982 - Paddock Pools
- 1981 - Paddock Pools
- 1980 - Paddock Pools
- 1979 - Paddock Pools
- 1978 - Paddock Pools
- 1977 - Paddock Pools
- 1976 - Little Caesars